# Manus Vrauwdeunt
Hermanus Lodevicus Willebrordus "Manus" Vrauwdeunt (29 d'abril de 1915 - 8 de juny de 1982) és un antic futbolista neerlandès que va jugar com a migcampista i com a davanter. Vrauwdeunt va jugar tota la seva carrera al Feijenoord i va disputar internacionalment un partit per als Països Baixos, un amistós contra Suïssa (victòria per 2-1) el 7 de març de 1937.

## Palmarès
- 1935–36 : Guanyador de l'Eredivisie amb el Feijenoord
- 1937–38 : Guanyador de l'Eredivisie amb el Feijenoord
- 1939–40 : Guanyador de l'Eredivisie amb el Feijenoord